# 圖爾帕科查湖
9°25′15″S 77°20′36″W / 9.42083°S 77.34333°W
圖爾帕科查湖（Tullpacocha），是秘魯的湖泊，位於該國北部安卡什大區，處於安第斯山脈的布蘭卡山脈地區，在帕爾卡拉胡山和普卡蘭拉山東南面、圖爾帕拉胡山和欽切山西南面。